# Iveta Radičová

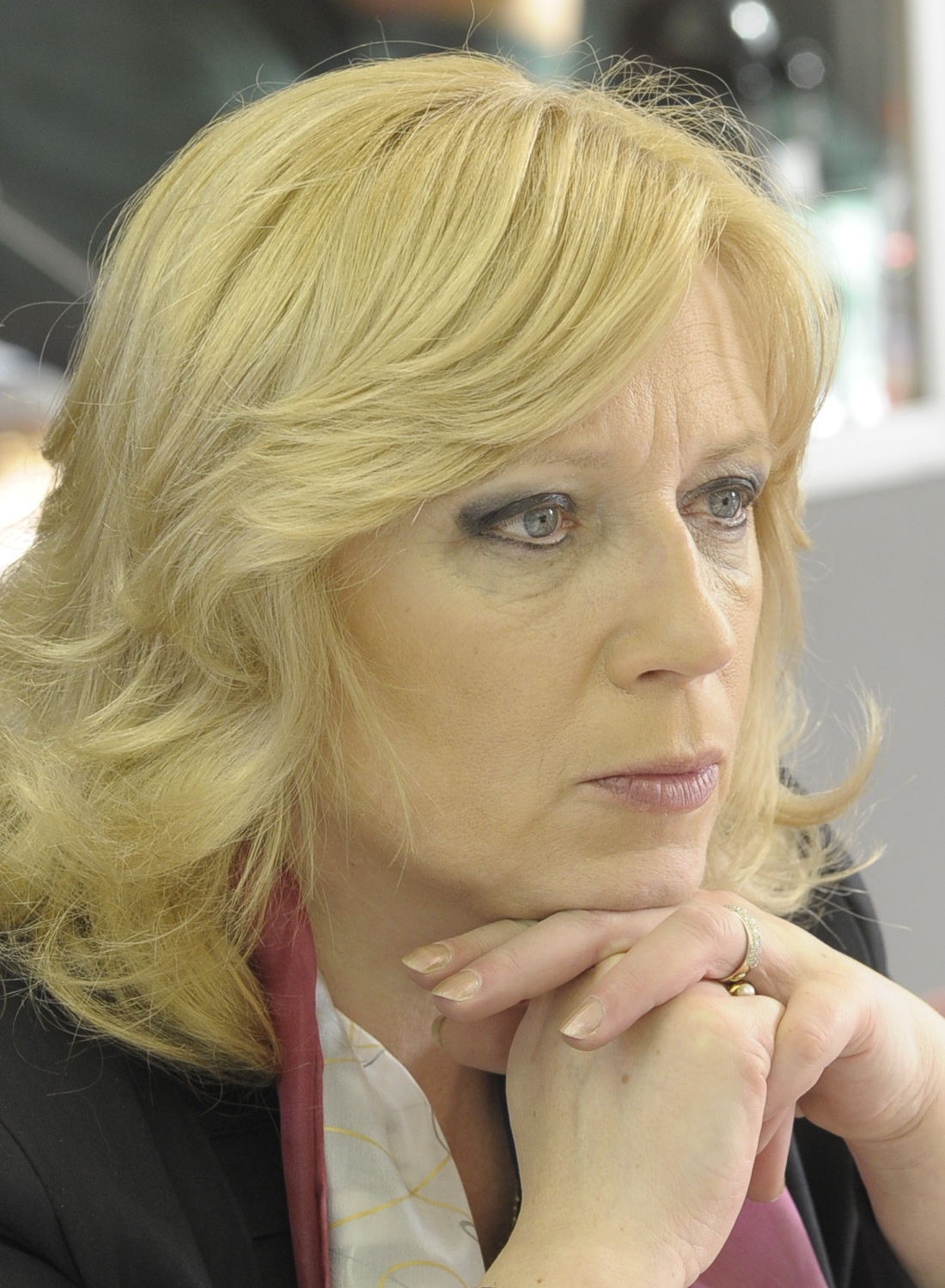
Iveta Radičová (2010)

Iveta Radičová (geborene Karafiátová; * 7. Dezember 1956 in Bratislava, ČSR) ist eine slowakische Soziologin und Politikerin. Von 2010 bis 2012 war sie als erste Frau Ministerpräsidentin der Slowakei. Radicova war Mitglied der Partei SDKÚ-DS. Seit 2018 bekleidet sie die Funktion als Europäische Verkehrskoordinatorin für den Mittelmeer-Korridor.

## Leben
Radičová studierte von 1975 bis 1979 Soziologie an der Comenius-Universität Bratislava und war später dort und in der Slowakischen Akademie der Wissenschaften tätig. 1990 schloss sie ein Postdoktoranden-Studium an der Universität von Oxford ab. Bis zum Jahr 2005 hatte sie Gastprofessuren an Universitäten in Großbritannien, Schweden, Finnland, Österreich und den USA und war parallel dazu Expertin der Europäischen Kommission im Bereich Sozialpolitik. Seit 2005 ist sie Soziologieprofessorin in Bratislava.
Radičová lebt in der Gemeinde Nová Dedinka (Okres Senec), hat eine Tochter und ist Witwe – ihr Ehemann, der Humorist Stano Radič, verstarb 2005. Sie spricht fließend Englisch und Russisch und hat auch Deutsch- und Polnischkenntnisse.

## Politische Karriere
Sie begann ihre politische Karriere 1990–1992 als Mitglied der Bewegung Verejnosť proti násiliu (Öffentlichkeit gegen Gewalt, VPN) und war 2005–2006 Ministerin für Arbeit, Soziales und Familie in der zweiten Regierung Mikuláš Dzurindas. Nach den vorgezogenen Parlamentswahlen 2006 wurde sie für die Oppositionspartei Slovenská demokratická a kresťanská únia – Demokratická strana (SDKÚ-DS) erstmals Abgeordnete im slowakischen Parlament.
2009 trat Radičová als Kandidatin der Oppositionsparteien SDKÚ-DS, SMK-MKP und KDH sowie der außerparlamentarischen OKS bei den Präsidentschaftswahlen am 21. März 2009 an. Sie kam im ersten Wahlgang mit 38,05 % der Stimmen hinter dem amtierenden Präsidenten Ivan Gašparovič auf den zweiten Platz. In der Stichwahl gegen Gašparovič am 4. April 2009 unterlag sie mit 44,47 % der Stimmen. Kurz danach, am 23. April 2009, gab sie ihren Parlamentssitz auf, nachdem sie unerlaubter Weise anstelle einer anderen Abgeordneten gestimmt hatte.
Iveta Radičová trat bei den Parlamentswahlen in der Slowakei 2010 als Spitzenkandidatin der SDKÚ-DS an. Ihre Partei wurde mit 15,42 % mit großem Abstand hinter den Sozialdemokraten (34,79 %) zwar nur zweitstärkste Kraft. Da es dem sozialdemokratischen Amtsinhaber Robert Fico wegen der strukturellen Mehrheit der eher dem Mitte-Rechts-Spektrum zugeordneten Parteien SDKÚ-DS, SaS, KDH und Most–Híd im Slowakischen Nationalrat (zusammen 79 von 150 Sitzen) aber nicht gelang, eine Regierung zu bilden, wurde Radičová von Staatspräsident Ivan Gašparovič am 23. Juni 2010 mit der Regierungsbildung beauftragt.
Sie wurde am 8. Juli 2010 als erste Frau als slowakischer Ministerpräsident an der Spitze einer Mitte-rechts-Koalition aus vier Parteien (Regierung Radičová) vereidigt. Ihr Kabinett erhielt am 10. August 2010 mit sämtlichen Stimmen der Koalition (79 von 145 abgegebenen) das Vertrauen des Parlaments. Von der Opposition wurde Rádičová oft als schwache Regierungschefin und Marionette ihres Parteichefs Mikuláš Dzurinda kritisiert.
Rádičová kündigte am 11. Oktober 2011 an, im Parlament die Vertrauensfrage zu stellen, da sich ihr Koalitionspartner SaS einer notwendigen Zustimmung zur Erweiterung des europäischen EFSF-Rettungsschirms verweigerte. Da die SaS zudem auch die Verknüpfung dieses Themas mit der Vertrauensfrage ablehnte, kündigte deren Vorsitzender Richard Sulík an, dass sich seine Partei nicht an dem Votum beteiligen werde. Somit stimmten nur 55 der 150 Abgeordneten für die Ausweitung des Rettungsschirms. Damit wurde auch das notwendige Quorum der Vertrauensfrage nicht erreicht. Notwendig zur positiven Beantwortung wäre eine Mehrheit von 76 Stimmen gewesen. Mit diesem Ergebnis zerbrach die Koalition und endete Rádičovás Amtszeit. Noch vor der Abstimmung hatte Oppositionsführer Robert Fico von den Sozialdemokraten angekündigt, im Falle eines Scheiterns der Regierung bei einer zweiten Abstimmung eine Zustimmung seiner Fraktion zum Rettungsschirm zu empfehlen, um dessen Inkrafttreten schließlich doch noch zu ermöglichen. Bedingungen seien Neuwahlen oder eine Regierungsumbildung (siehe Eurokrise). Die Einigung zwischen Rádičovás geschäftsführender Regierung und der Opposition auf eine Neuwahl des Nationalrates am 10. März 2012 ging mit dem Ziel einher, dem Rettungsschirm am 14. Oktober 2011 im Parlament eine Mehrheit zu verschaffen.
Am 28. November 2011 trat sie kommissarisch als Verteidigungsministerin anstelle des abberufenen Ministers Ľubomír Galko (SaS) an. Nach den verlorenen Wahlen am 10. März 2012, bei der sie selbst jedoch nicht mehr kandidiert hatte, trat sie als Premierministerin zugunsten des Wahlsiegers Robert Fico zurück. Im Mai desselben Jahres trat sie aus der Partei SDKÚ aus, da sich diese nicht aus den Korruptionsskandalen lösen könne.

## Sonstige Funktionen
Im Jahr 2018 wurde Radičová von der Europäischen Union für vier Jahre zur Koordinatorin für den transeuropäischen Mittelmeer-Verkehrskorridor (Mediterranean TEN-T Core Network Corridor) ernannt, wo sie dem Niederländer Laurens Jan Brinkhorst nachfolgte.